# Камас
Вижте пояснителната страница за други значения на Камас.
Камас (на английски: Camas) е град в окръг Кларк, щата Вашингтон, САЩ. Камас е с население от 12 534 жители (2000) и обща площ от 32,6 km². Намира се на 23 m надморска височина. ЗИП кодът му е 98607, а телефонният му код е 360.